# Зурков Павло Едуардович
Павло Едуардович Зурков (5 (18) листопада 1906 , Харків  — 3 травня 1968 , Магнітогорськ, Челябінська область ) — радянський вчений у галузі гірничої справи, доктор технічних наук (1958), професор (1959).
Автор понад 200 друкованих праць про розробку родовищ відкритим способом, буровибухові роботи, гірничо-вибухову сейсміку. Сильно вплинув на розвиток відкритих гірських розробок Уралу.

## Біографія
Народився 5 (18) листопада 1906 року в Харкові у родині робітника-слюсаря.
У 1918 році закінчив три класи початкової школи. Із 13 років працював наймитом у заможного селянина, учнем палітурної справи, був учнем слюсаря в селі Смоленське.
У 1923—1924 роках працював у Бійську у приватній майстерні й одночасно навчався у вечірній школі. У 1924—1927 роках продовжив навчання в Бійській професійно-технічній школі, отримавши професію тракториста-монтера. У 1927 році міськкомом комсомолу був відряджений на навчання в Томський державний університет, у 1929 році переведений до Сибірського технологічного інституту (Томськ), а в 1931 році перейшов у Свердловський гірничий інститут. Одночасно з навчанням, працював на шахтах Кривогой Рогу, на комбінаті «Уралвугілля» та Магнітогорському руднику.
У 1933 році закінчив Свердловський гірничий інститут за спеціальністю «гірничий інженер» і відразу Головним управлінням навчальними закладами (ГУНЗ) був призначений заступником директора і викладачем Туринського гірничого технікуму. У 1934 році вступив до аспірантури Свердловського гірничого інституту і в 1939 році захистив кандидатську дисертацію за темою «Аналіз умов застосування тупикових, спіральних заїздів і похилих підйомників великої продуктивності». У 1939—1941 роках працював у СГІ асистентом, доцентом кафедри розробки рудних родовищ. У 1942—1943 роках працював у гірничому відділі «Тагілбуд» і за сумісництвом був доцентом, завідувачем кафедри гірничої справи Криворізького гірничорудного інституту, евакуйованого в роки німецько-радянської війни в Нижній Тагіл. Потім розпорядженням ГУНЗ у 1944 році був переведений в Нижньотагільський індустріальний інститут завідувачем однієї з кафедр і деканом гірничо-металургійного факультету.
У 1947 році направлений до Магнітогорська для роботи в Магнітогорському гірничо-металургійному інституті, де пропрацював до кінця життя. У 1958 році в Інституті гірничої справи Академії наук СРСР захистив докторську дисертацію на тему «Основні питання відкритої розробки корисних руд складного складу» і в 1959 році затверджений у вченому званні професора.
Помер 3 травня 1968 року у Магнітогорську, де і похований.
У 1961 році Зурков нагороджений орденом Трудового Червоного Прапора, в 1962 році йому було присвоєно звання «Заслужений діяч науки і техніки РРФСР».
У Державному архіві Пермського краю є документи, що відносяться до П. Е. Зуркову.